# Dominique Sylvain
Dominique Sylvain, nacida en Thionville el 30 de septiembre de 1957, es una escritora francesa de novela negra y policíaca. Además es directora editorial del Atelier Akatombo.

## Carrera
Sylvain trabajó como periodista independiente en Le Journal du dimanche, y luego como periodista corporativo gestionando patrocinios en la industria siderúrgica en el grupo Usinor.
Sylvain empezó escribir en 1993 durante su primera estancia en Japón. La ciudad de Tokio fue el escenario de su primera novela Baka! ("idiota" en japonés).
En sus primeros trabajos aparecen la investigadora privada Louise Morvan y, a partir de la segunda novela de la serie, su compañero, el comisario Serge Clémenti. A continuación, Vox, en el año 2000, y Cobra presentan a un trío de oficiales de la Brigada Criminal, dirigidos por el comandante Alexandre Bruce. Vox presenta a un asesino en serie que sueña con descargar su mente en una máquina. Fue galardonada con el premio Sang d'Encre en 2000 por la novela Vox, y con el premio Michel Lebrun en 2001 por Strad, en el que participan artistas que utilizan su cuerpo como medio de expresión.
En 2004, inició la serie Ingrid et Lola centrada en las investigaciones no oficiales de la masajista estadounidense Ingrid Diesel y la comisaria retirada Lola Jost. Estas historias incluyen una mezcla de ficción criminal tradicional y humor. En 2005, la revista Elle le concedió el Grand Prix des Lectrices por Passage du Désir (El pasadizo del deseo).
En 2007, el Sylvain reescribió su primer libro, Baka!, desarrollando aún más el carácter de Louise Morvan. Más tarde, el detective desempeñó un papel importante en La Nuit de Geronimo, una novela que entrelaza oscuros secretos familiares, investigaciones poco éticas en biología molecular y OGM. Su novela Soeurs de Sang se centra en el "arte de la víctima".
En la recopilación de cuentos Régals du Japon et d'ailleurs, Sylvain se aleja temporalmente de la ficción criminal, recordando las experiencias gastronómicas de su juventud y sus viajes.
En 2011 Sylvain ha contribuido con una historia sobre la pasión japonesa por el fútbol a la colección Les Hommes en noir de la firma Contrebandiers. También ese año su historia Guerre sale seleccionada por el personal de la revista LIRE como la mejor novela negra francesa de 2011.
En 2012, publicó la novela Le Roi Lézard, una reescritura de Travestis (1998) en la que aparece Jim Morrison, el cantante principal de The Doors. En 2013, Sylvain contribuyó a la colección de cuentos Femmes en colère junto con Didier Daeninckx, Marc Villard y Marcus Malte. También en 2013, lanzó Ombres et soleil, una secuela directa de Guerre sale.

## Premios
Premio Sang d'Encre por su novela Vox.
Premio Michel Lebrun en 2001 por Strad.
Grand Prix des Lectrices de la revista Elle por Passage du Désir.
Prix du meilleur polar français, concedido por la redacción de la revista LIRE por Guerre sale, en 2011.

### Serie Ingrid y Lola (Ingrid et Lola)
1. El pasadizo del deseo (Passage du désir, 2004), ed. Suma, 2008. ISBN 978-84-8365-052-3.
2. La hija del samurái (La fille du Samouraï, 2005), ed. Suma, 2009. ISBN 978-84-8365-096-7.
3. Manta corridor (Muerte en el Sena, 2006), ed. Suma 2011. ISBN 978-84-8365-150-6.
4. L'Absence de l'ogre (La ausencia del ogro, 2007), ed. Suma 2013. ISBN 978-84-8365-532-0.
5. Guerre sale (2011), no publicado en España.
6. Ombres et soleil (2014), no publicado en España.

### Serie Louise Marvan
1. Baka ! (1995)
2. Soeurs de sang (1997)
3. Travestis (1998) posteriormente reescrito por completo en el libro Le Roi Lézard (2012).
4. Techno bobo (1999)
5. Strand (2001)
6. La nuit de Geronimo (2009)

### Serie Bruce
1. Viviane Hamy (2000)
2. Cobra (2002)

### Otras obras
1. Régals du Japon et d'ailleurs (2008)
2. Parfums d'été, con ilustraciones de Lorenzo Mattotti (2012)
3. Alfred (2013)
4. Disparitions", aparecida en el recopilatorio Femmes en colère (2013)
5. La Mule du coach, con ilustraciones de Jean-Phlippe Peyraud (2014)
6. L'Archange du chaos, (2015)
7. Kabukicho (2016)
8. La Dernière Ennemie, La Dernière Page
9. Les Infidèles (2018)

- Datos: Q3035486
- Multimedia: Dominique Sylvain / Q3035486